# Europagten
Europagten er eurolandenes svar på den omsiggribende statsgældskrise, der udspandt sig i Europa i 2010-11. Specielt 4 lande var særligt påvirket af en statsgæld, der voksede landene over hovedet. Det var de såkaldte PIGS-lande (Portugal, Italien, Grækenland samt Spanien).
Europagten var hovedtemaet på EU-topmødet i Bruxelles den 23-24 marts 2011. Man havde allerede fået etableret EFSF (Den Europæiske Finansielle Stabilitets Fond), og nu var det så – efter pres fra især Tyskland – tid til, at eurolandene blev underlagt strengere krav om finansiel stabilitet i de enkelte lande.
Europagten var fra tyskernes side oprindeligt tænkt som et noget mere stringent instrument end den noget udvandede pagt, der blev en realitet på EU-topmødet. Dele som en mulig sanktionsmulighed overfor lande der ikke overholder pagtens bestemmelser, samt en harmonisering af selskabsskatterne i landene er således blevet taget af det endelige charter.
Det endelige mål for Europagten er, at sikre eurolandene under ét en forbedret konkurrenceevne. Dette mål kan nås på flere måder, og de enkelte stater har fået frie hænder til at afgøre, hvordan målene kan blive realiseret. Disse redskaber kunne eksempelvis være lavere realløn, en senere overgang til pension for EU-borgere og/eller en strammere styring af de offentlige finanser.